# 米哈伊洛·罗曼丘克
米哈伊洛·米哈伊洛维奇·罗曼丘克（羅馬化：Mykhailo Mykhailovych Romanchuk；1996年8月7日—），乌克兰男子游泳运动员，主攻中长距离自由泳。罗曼丘克2002年时受父母影响开始练习游泳，12岁时他开始参加专业游泳比赛，2013年高中毕业后就读罗夫诺国立人文大学。

## 外部連結
- 米哈伊洛·罗曼丘克在国际奥林匹克委员会的资料
- 米哈伊洛·罗曼丘克的Instagram帳戶